# ديون فالي
ديون فالي (بالإنجليزية: Dion Valle)‏ (22 يوليو 1977 في أستراليا - ) هو مدرب كرة قدم ولاعب كرة قدم أسترالي في مركز الدفاع. شارك مع منتخب تشيلي تحت 17 سنة لكرة القدم ومنتخب تشيلي تحت 20 سنة لكرة القدم. أما مع النوادي، فقد لعب مع كولو-كولو وماركوني ستاليونز ونادي برث غلوري وJacksonville Cyclones ‏ ونادي بلاكتاون سيتي وMacarthur Rams FC ‏.

## وصلات خارجية
- ديون فالي على موقع الاتحاد الدولي (مؤرشف)  (الإنجليزية)